# 小倉藩

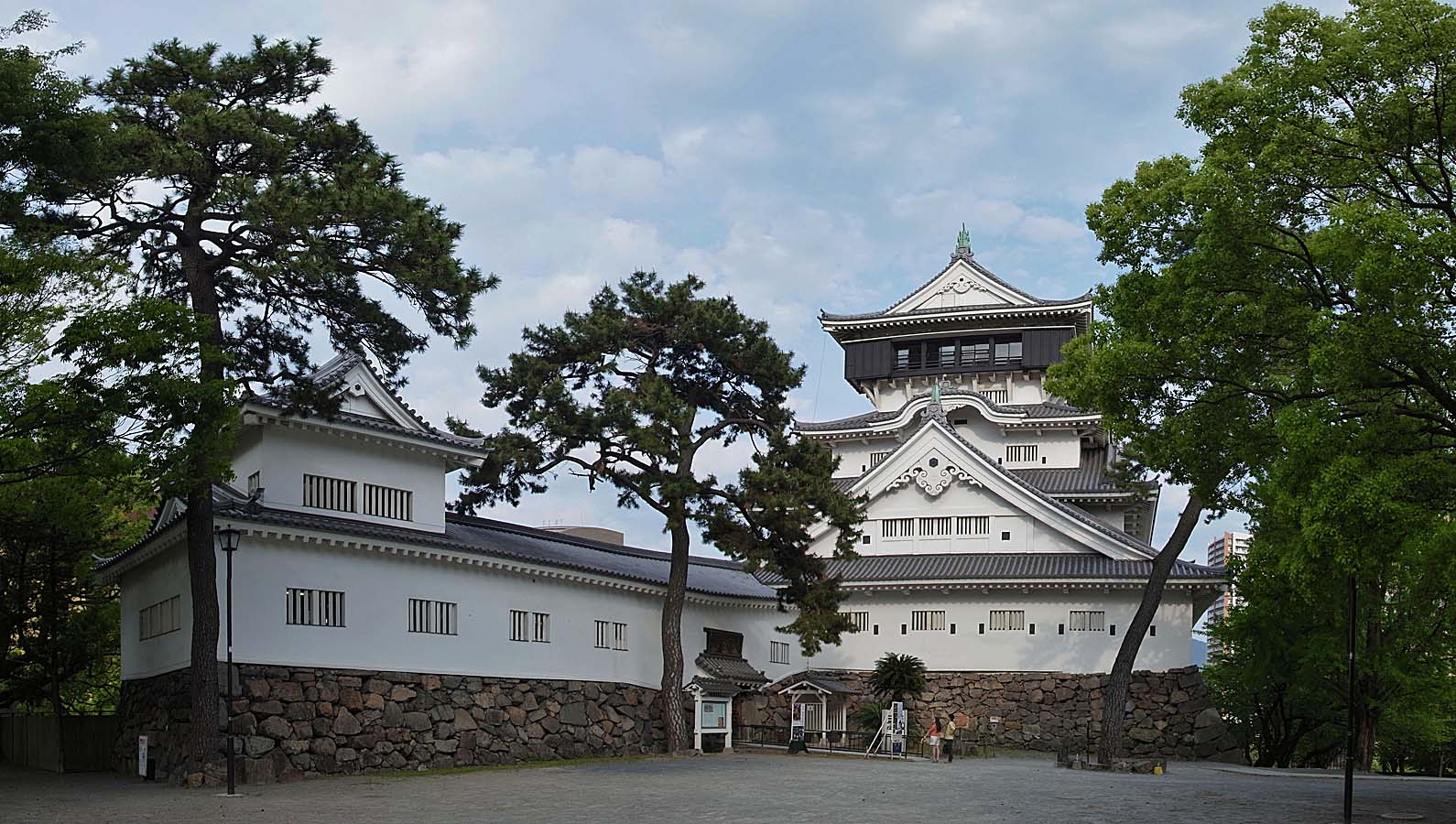
小倉城

小倉藩（こくらはん）は、江戸時代の豊前国にあった藩。藩庁は小倉城（北九州市小倉北区）に置かれた。譜代の小笠原氏からは九州の外様大名らや毛利氏に対する目付役を担った。幕末から明治維新にかけては香春藩（かわらはん）、のち豊津藩（とよつはん）となった。

## 藩史

### 前史
天正15年（1587年）、高橋鑑種の養嗣子・高橋元種が、豊臣軍の侵攻に小倉城を開城。豊臣秀吉の家臣だった森勝信が豊前小倉6万石（一説に10万石）を与えられ、小倉城に入城。なお、子の勝永にも豊前国に1万石（4万石とも）を与えられ、この際に秀吉の計らいによって元の姓である森から、中国地方の太守・毛利氏の姓を名乗らせている。毛利勝信・勝永父子は関ヶ原の戦いで西軍に付き改易となった。

### 細川氏時代
慶長5年（1600年）関ヶ原の戦いで細川忠興は東軍に属して戦い、居城である丹後国田辺城は父細川幽斎が勅命により講和するまで西軍に頑強に抵抗した（田辺城の戦い）。その功により戦後細川氏は丹後田辺・豊後杵築合わせて18万石から、豊前一国と豊後国国東郡・速見郡都合39万9千石に大幅加増され入部した。当初は黒田長政の居城だった中津城に入城、小倉城を支城として弟の興元を城代とした。しかし慶長6年（1601年）に興元が出奔したのをうけ、小倉城を大大名の居城として相応しい規模の城郭と城下町の建設を開始し、慶長7年（1602年）小倉城に藩庁を移した。宮本武蔵と佐々木小次郎との決闘が当時は小倉藩領だった巌流島で行われたのはこの細川氏の時代である。
元和6年（1620年）、忠興は隠居し、三男忠利が第2代小倉藩主となる。その後、忠利は寛永9年（1632年）加藤忠広の改易に伴い、熊本藩54万石に加増・移封された。

### 小笠原氏時代
同年、播磨国明石藩より、忠利の義兄である小笠原忠真 が入部し、小倉城主として豊前北部15万石を領した。なおその際、支城の豊前中津城には忠真の甥長次が8万石で入部し中津藩が、同じく豊後杵築城には忠真の弟忠知が4万石で入部し杵築藩が成立した。
忠真の母は松平信康の娘で徳川家康の外曾孫にあたることから、以後小倉小笠原氏は西国譜代大名の筆頭として九州の玄関口を抑える、いわば「九州探題」の役割を果たし外様大名の監視にあたったが、これが幕末における小倉城落城の遠因ともなった。宮本武蔵の嗣子宮本伊織は、父ともに出陣した島原の乱の軍功などにより知行4000石の小倉藩筆頭家老となり忠真を支え、以後宮本家は代々その地位を世襲した。2代忠雄は寛文7年（1667年）藩主相続の際、弟の真方に小倉新田藩（千束藩）1万石を内分分知した。
享保15年（1730年）には、3代忠基の次男長逵が、継嗣のいなかった播州安志藩初代藩主小笠原長興の養子となってこれを相続、以後小倉藩・小倉新田藩・安志藩の小笠原三家は継嗣の養子縁組などにより姻戚関係を深め、小倉新田藩のみならず本来小笠原氏の嫡流だった安志藩までもが小倉藩の分家筋のように位置付けられていくこととなった。
4代忠総は、宝暦8年（1758年）に小倉城内に藩士の文武教練場「思永斎」を設けた。これが後の藩校「思永館」となった。
安永6年（1777年）犬甘知寛（いぬかい ともひろ）が家老に就任し藩財政改革を行った。犬甘の努力により寛政10年（1798年）頃には財政も好転し銀8千貫の貯蓄ができるまでになったが、反対派の陰謀により享和3年（1803年）に失脚、無実の罪により入牢しそこで非業の死を遂げた。その後藩内では重臣間の派閥争いが続くこととなった。
文化8年（1811年）第6代藩主小笠原忠固の時代に文化の変とも白黒騒動とも呼ばれる御家騒動が勃発
文政3年（1820年）には郡代杉生貞則による産業振興策が始まり、今川の河川改修、各地の道路整備、宇島港築港などが行われた。
文政年間には村方騒動も起こった。

### 幕末期
幕末の安政元年（1854年）には家老島村志津摩と郡代河野四郎らによる藩政改革が始まる。農産品・石炭・焼物などの主要産品の集荷と販売を藩機構によって管理し、生産者を育成する一方で販路を開拓、また庄屋層の農村運営を検査して綱紀粛正を徹底した。
文久3年（1863年）には、海防強化のため関門海峡沿岸に葛葉台場・東浜台場・西浜台場などの砲台を建設し、補助兵力として農兵の募集・訓練も開始した。この年には対岸の長州藩が関門海峡を通行する外国船に砲撃を行い、下関戦争につながってゆくが、幕府は敵対行動を取っていない外国船への一方的な先制攻撃を指示しておらず、小倉藩は配備は敷いたものの戦闘行動は行っていない。この頃長州藩との間では、関門海峡に面する小倉藩領の田野浦などに長州藩が一方的に兵を入れて占拠し砲台を建設しようとするなど、紛争が続いたが、小倉藩は幕府とも協議の上、長州藩との武力衝突を回避し交渉による解決に努めた。長州藩との関係は、八月十八日の政変以降長州藩の勢力が弱まり、占拠されていた地区は返還され、一旦小康状態となる。小倉藩はその後も防備強化に努め、慶応元年（1865年）には蒸気船・飛龍丸を購入している。

### 小倉落城
長州征討では、小倉藩は征討軍の九州側最先鋒として第一次、第二次ともに参加した。元治元年（1864年）の第一次長州征討では長州藩が江戸幕府に対する恭順を示し、戦闘は発生しなかったが、翌慶応元年（1865年）の第二次長州征討（四境戦争）では、小倉藩は征長総督の老中小笠原長行 の指揮下で小倉口の先鋒として参戦した。この戦闘は幕府・小倉藩に不利に展開し、長州軍の領内侵攻により門司が制圧されると、小笠原総督は事態を収拾することなく戦線を離脱し、他の九州諸藩も軒並み撤兵に転じた。孤立した小倉藩は慶応2年（1866年）8月1日小倉城に火を放ち、田川郡香春（現香春町）に撤退した。その後も、家老島村志津摩を中心に軍を再編して企救郡南部の金辺峠及び狸山に防衛拠点を築き、高津尾を前線基地として長州軍に遊撃戦を挑み、一時は小倉城を奪還するに至った。しかし、同年10月には他戦線での停戦成立に伴って長州側の兵力が増強されると、次第に圧迫されるようになり、多くの防衛拠点が失われるに及んで、停戦交渉が開始された。交渉は困難を伴い、講和締結は翌慶応3年（1867年）1月20日となった。この講和条件の一つとして、企救郡については、長州征討の根拠の一つであった長州藩主父子の罪が解かれるまでの間、長州藩が「預り」として引き続き占領下に置くこととされたため、小倉藩は企救郡を回復することができなかった。その上、実際には長州藩主父子が朝敵の罪を赦免され、再び官位を得た後も企救郡は小倉藩に返還されず長州藩支配下に置かれ続け、明治2年（1869年）に至って日田県の管轄に移されることとなる。
慶応3年3月に藩庁を正式に香春へ移転。この香春に藩庁を置いている時期は、後年香春藩（かわらはん）と呼ばれるようになる。さらに明治2年12月24日には京都郡豊津（現みやこ町）に藩庁を移して豊津藩（とよつはん）となった。その際に藩庁として建設された豊津陣屋の遺構として藩校表門が現存している。

### 明治
明治4年（1871年）7月14日、廃藩置県により豊津県となったのち、小倉県を経て福岡県に編入された。
明治2年（1869年）小笠原家は華族に列し、明治17年（1884年）に伯爵となった。
明治9年（1876年）に多発した不平士族の反乱においては、秋月の乱で挙兵した秋月党から、豊津士族も蜂起するよう迫られるが、暴徒に加担しないという方針を取って乃木希典率いる小倉鎮台と共に秋月党を退けている。

## 歴代藩主

### 細川家
外様 39万9千石 （1600年 - 1632年）
1. 忠興
2. 忠利

### 小笠原家
譜代 15万石 （1632年 - 1871年）
1. 忠真
2. 忠雄
3. 忠基
4. 忠総
5. 忠苗
6. 忠固
7. 忠徴
8. 忠嘉
9. 忠幹
10. 忠忱

## 支藩
- 小倉新田藩（千束藩）

## 家臣
重臣拾四大夫家
小笠原織衛家   (1500石)
小笠原若狭家   (1800石)
小笠原甲斐家   (1600石)
小笠原内匠家   (1500石)
原主殿家          (1300石)
渋田見舎人家   (1700石)
中野一學家       (1000石)
島村志津摩家   (1200石)
宮本伊織 家      (2100石・筆頭家老)
宮本玄信(武蔵)＝貞次(伊織)（武蔵の兄・田原久光の二男）ー貞信ー実貞ー實弼ー貞陳ー貞則ーー貞章－貞介ー－信男
鹿島刑部家       (1000石・清和源氏新田一族)
小宮民部家       (1270石)
二木求馬家         (800石)
福原多聞家        (1050石)
大羽蔵之助家    (1000石)

外様番頭家
小笠原鬼角        （700石）
小笠原七太郎     （500石）
小笠原八右衞門  （150石）
小笠原熊勝          （150石）
矢島津盛            （1000石）
平井小左衛門     （1000石）
渋田見主善           （800石）
嶋立七蔵               （700石）
髙橋唯之丞           （500石）
馬場半兵衛           （400石）
海野紋右衞門       （350石）
常盤藤右衞門        （350石）
花房角左衞門        （350石）
鈴木七郎兵衞        （330石）
青木庄七               （300石）
依田市郎右衞門    （200石）
伊藤主馬之助        （200石）
- 犬甘氏（2500石　犬甘はいぬかいと読む）

```
（
犬甘久知
）-久信-…
```

- 島村氏（1200石）

```
島村十左衛門貫吉－7代略－
島村志津摩
(貫倫・母は長府藩家老迫田氏)
```

- 水上氏
- 富永氏

## 幕末の領地

### 豊津藩
- 豊前国
  - 田川郡 - 64村
  - 京都郡 - 71村
  - 仲津郡 - 76村
  - 築城郡 - 41村
  - 上毛郡のうち - 31村

### 千束藩
- 豊前国
  - 上毛郡のうち - 26村